# Xã Union, Quận Harrison, Iowa
Xã Union (tiếng Anh: Union Township) là một xã thuộc quận Harrison, tiểu bang Iowa, Hoa Kỳ. Năm 2010, dân số của xã này là 256 người.